# پورچاخ آم ورترزه
پورچاخ آم ورترزه (به آلمانی: Pörtschach am Wörthersee) یک منطقهٔ مسکونی در اتریش است که در ناحیه کلاگن‌فورت-لاند واقع شده‌است. پورچاخ آم ورترسی ۲٬۶۳۲ نفر جمعیت دارد.

## خواهرخوانده
شهر ریوینیانو خواهرخواندهٔ پورچاخ آم ورترزه هست.